# HD 166988
HD 166988，又名BD+33 3044，SAO 66733、HR 6814，是一颗恒星，视星等为5.88，位于銀經60.27，銀緯22.29，其B1900.0坐标为赤經18h 8m 5.7s，赤緯+33° 22.29′ 21″。